# Janina Gavankar
Janina Zione Gavankar (nascida em 29 de novembro de 1980 em Joliet, Illinois) é uma atriz e musicista estadunidense, descendente de indianos e holandeses. Ela é notória por participar da série de televisão "The Vampire Diaries (5ª temporada)", exibida pela The CW nos Estados Unidos.

## Biografia
A Janina é filha de Shan-de-Mohra e de Pete Gavankar; e tem uma irmã chamada Sonya Gavankar. Ela se formou em artes cênicas pela Universidade de Illinois, localizada em Chicago. Desde 2004, a Janina namora Angelo Sotira, CEO da DeviantArt.

## Carreira artística
Fora a atuar, a Gavankar é pianista, vocalista e percussionista de formação clássica. Gavankar também já fez parte de um grupo vocal, chamado de "Endera", que tinha contrato com a gravadora Universal Records e chegou a gravar um álbum e fazer uma turnê antes de se dissolverem.
Gavankar fez trabalhos no teatro, comerciais, curtas-metragens, filmes comerciais e também filmes independentes. Participou também do vídeo-clipe oficial da música single "Float Away", da banda Recliner.
Os papéis mais marcantes de Gavankar foram sem dúvida o da personagem Papi (uma lésbica em The L Word), Srta. Dewey, em The Mysteries of Laura (Dtetive Meredith Bose) e a agente do FBI Diana Thomas, em Sleepy Hollow.
Em 2013, ela ficou mundialmente reconhecida pelo público em geral, por participar do elenco recorrente da série de televisão "The Vampire Diaries (5ª temporada)", exibida pela The CW nos Estados Unidos, onde ela interpreta a poderosa bruxa Qetsiyah (ou "Tessa") da Grécia, uma parente distante da família de bruxas de Bennett, que é uma parente distante da também bruxa: Bonnie Bennett (interpretada por Kat Graham), uma das protagonistas centrais da trama.

## Filmografia

### Televisão
| Ano       | Título                      | Personagem                 | Nota(s)                                              |
| --------- | --------------------------- | -------------------------- | ---------------------------------------------------- |
| 2004      | Strong Medicine             | Nurse Juni                 | "Omissions"                                          |
| 2007–2009 | The L Word                  | Eva 'Papi' Torres          | Elenco recorrente                                    |
| 2008      | My Boys                     | Terri                      | "The Transitioning"                                  |
| 2008      | Factory                     | Laura                      | Série de televisão                                   |
| 2008      | Stargate Atlantis           | Sgt. 'Dusty' Mehra         | "Whispers"                                           |
| 2008      | Grey's Anatomy              | Intern Lisa                | "There's No 'I' in Team", "Life During Wartime"      |
| 2009      | NCIS                        | Angela Lopez               | "Caged"                                              |
| 2009      | Dollhouse                   | Lynn                       | "Epitaph One"                                        |
| 2009      | The Cleaner                 | Usha Patel                 | "The Projectionist", "Trick Candles"                 |
| 2009      | Three Rivers                | Ada Rahimi                 | "Place of Life"                                      |
| 2009–2015 | The League                  | Shivakamini Somakandarkram | Recurring role                                       |
| 2010      | The Gates                   | Leigh Turner               | Main role                                            |
| 2011      | Traffic Light               | Alexa                      | Recurring role                                       |
| 2011–2013 | True Blood                  | Luna Garza                 | Main role (seasons 4–5), recurring role (season 6)   |
| 2012      | The Exes                    | Kerry                      | "My Dinner with Phil"                                |
| 2012      | Choke.Kick.Girl: The Series | Katie                      | "Hammerfist, Knee, Guillotine Fiend"                 |
| 2013      | Love Is Dead                | Marisol Rajagopal          | TV film                                              |
| 2013      | Arrow                       | Det. McKenna Hall          | Elenco recorrente                                    |
| 2013      | The Goodwin Games           | Hannah                     | "The Birds of Granby"                                |
| 2013      | Just Face It                | Ava                        | Minissérie de televisão                              |
| 2013      | Husbands                    | Kajal                      | "I Dream of Cleaning"                                |
| 2013      | The Vampire Diaries         | Qetsiyah / Tessa           | Elenco recorrente (quinta temporada)                 |
| 2014      | Nikki & Nora: The N&N Files | Lea Sadina                 | Elenco recorrente                                    |
| 2014      | Garfunkel and Oates         | Dr. Sharma                 | "Third Member"                                       |
| 2014–2016 | The Mysteries of Laura      | Meredith Bose              | Papel principal                                      |
| 2015      | The History of Us           | Sabrina                    | Filme de televisão                                   |
| 2017      | Sleepy Hollow               | Diana Thomas               | Papel principal (quarta temporada)                   |
| 2018      | Hell's Kitchen              | Ela mesma                  | Convidada especial; Episode: "Stars Heating Up Hell" |
| 2018      | Daddy Issues                | TBA                        | Filme de televisão                                   |
| 2019      | You're The Worst            | Rachel                     | "Zero Eggplants"                                     |
| 2019      | Better Things               | Nikki                      | "Holding", "Monsters in the Moonlight"               |
| 2019      | The Morning Show            | Alison Namazi              | Elenco recorrente                                    |
| 2020      | Echo                        | Mel Goodwin                | Elenco principal                                     |
| 2020      | Space Force                 | Hannah Howard              | "EDISON JAYMES"                                      |

### Filmes e curtas-metragens
| Ano  | Título                                 | Personagem             | Nota(s)                                                |
| ---- | -------------------------------------- | ---------------------- | ------------------------------------------------------ |
| 2001 | Why Is God...                          | Mina                   | Curta-metragem                                         |
| 2003 | Dark                                   | Kaya                   |                                                        |
| 2005 | Just Speak                             | Melody                 | Curta-metragem                                         |
| 2005 | Cup of My Blood                        | Iona                   |                                                        |
| 2008 | Shattered!                             | Maria                  |                                                        |
| 2009 | Indian Gangster                        | Geeta                  | Curta-metragem                                         |
| 2010 | Quantum Quest: A Cassini Space Odyssey | Niki (voz)             |                                                        |
| 2010 | Men, Interrupted                       | Cece Twain             | Curta-metragem                                         |
| 2011 | The Custom Mary                        | Ms. Rime               |                                                        |
| 2011 | Victory or Death                       | Selah                  | Curta-metragem                                         |
| 2012 | Satellite of Love                      | Michelle               |                                                        |
| 2013 | Who's Afraid of Vagina Wolf?           | Katia Amour / The Stud |                                                        |
| 2013 | The Final Moments of Karl Brant        | Det. Hostetler         | Curta-metragem                                         |
| 2014 | Code Academy                           | Madame Counselor       | Curta-metragem                                         |
| 2014 | Think Like a Man Too                   | Vanessa                |                                                        |
| 2016 | Pee-Wee's Big Holiday                  | Herself                |                                                        |
| 2017 | The Vanishing of Sidney Hall           | Gina                   |                                                        |
| 2018 | Blindspotting                          | Val                    |                                                        |
| 2018 | White Orchid                           | Tina                   |                                                        |
| 2020 | The Way Back                           | Angela                 |                                                        |
| 2020 | Stucko                                 | J                      | Curta-metragem, também diretora, escritora e produtora |
| ?    | Cortex                                 | Sama                   | Em pós produção                                        |

### Vídeo-games
| Year | Title                               | Role        | Notes                             |
| ---- | ----------------------------------- | ----------- | --------------------------------- |
| 2014 | Far Cry 4                           | Amita       | Voz                               |
| 2017 | Horizon Zero Dawn: The Frozen Wilds | Tatai       | Voz, DLC for the original game    |
| 2017 | Star Wars Battlefront II            | Iden Versio | Voz, likeness, and motion capture |
| 2019 | Afterparty                          | Lola        | Voz                               |

### Áudio-books
| Ano  | Título                                  | Personagem | Nota(s) |
| ---- | --------------------------------------- | ---------- | ------- |
| 2017 | Star Wars Battlefront II: Inferno Squad | Narradora  |         |

- Why Is God (2001)
- Barbershop (2002)
- Dark (2003)
- Barbershop 2: Back in Business (2004)
- Cup of My Blood (2005)
- The L Word (série TV, 2007)
- Bull Run (2006)
- Ms. Dewey (2006)
- The Gates (2010)
- True Blood (25 episódios, 2011-2013)
- Arrow (2013)
- The Vampire Diaries (5ª Temporada-2013)
- The Mysteries of Laura (2014 - 2015)
- Sleepy Hollow (2017)